# Proletarischer Gesundheitsdienst
Der Proletarische Gesundheitsdienst (PGD) war ein von 1921 bis 1926 bestehender proletarischer Sanitätsdienst.

## Gründung
Der 1909 gegründete Arbeiter-Samariter-Bund Deutschland (ASB) war ein Zusammenschluss der seit 1888 ins Leben gerufenen proletarischen Sanitätsdienste. Nach der Novemberrevolution 1918 und der Etablierung der Weimarer Republik entstand im ASB eine Spaltung zwischen der Mehrheit und einer sich als revolutionär verstehenden Opposition. Die reformistische Mehrheit, unter dem Druck von Deutschem Roten Kreuz und dem Allgemeinen Deutschen Gewerkschaftsbund, strebte politische Neutralität an. Die revolutionäre Opposition verstand sich, unterstützt von der Unabhängigen Sozialdemokratischen Partei und der Kommunistischen Partei Deutschlands, politisch. Die Opposition schuf 1921 unter dem Namen Proletarischer Gesundheitsdienst eine Organisation, die sich wie die Mehrheit ebenfalls auf die Tradition der deutschen Arbeiterbewegung berief.

## Aufgaben
Der PGD befasste sich, im Rahmen der Arbeitersportbewegung, mit praktischen Bereichen wie der Haus- und Krankenpflege, der Ersten Hilfe und Unfallverhütung. Zudem beschäftigte er sich mit übergreifenden Problemen der Sozialhygiene und Wohlfahrtspflege für die arbeitende, vor allem proletarische Bevölkerung in der ökonomischen Krisenzeit der frühen Weimarer Republik. Sein Mitgliederschwerpunkt lag in industrialisierten und städtischen Gebieten Deutschlands mit hohem sozialistischen und später kommunistischen Organisationsgrad wie in Berliner Arbeiterbezirken und anderen regionalen Zentren.
Der PGD verweigerte im Gegensatz zu anderen Sanitätsdiensten bezahlte Hilfstätigkeiten für bürgerliche, insbesondere für militärnahe Organisationen. Anfänglich überwog in seiner Politik eine basisdemokratische Ausrichtung unter seinen Mitgliedern, zu denen neben Arbeitern sozialistische Ärzte wie Leo Klauber, Fritz Fränkel und Georg Benjamin zählten, die wichtige Funktionen im Bundesvorstand mit Sitz in Berlin übernahmen und eine stärkere Zentralisierung förderten.

## Innere Konflikte und Auflösung
In Hochburgen der proletarischen Arbeiterbewegung, vor allem den mitgliederstärksten Berliner Bezirken Neukölln und Wedding, entstanden bald interne Spaltungen zwischen den an der KPD orientierten Kräften und der starken ultralinken, sowjetkritischen Fraktion unter Bruno Lieske. Beiden galt ein starkes staatliches Misstrauen, vor allem im Polizeiapparat der sozialdemokratischen Regierung Preußens. Die interne Kluft verschärfte sich durch die auf Einheit der kommunistischen und sozialdemokratischen Kolonnen der Arbeitersanitätsbewegung zielende Strategie der KPD-nahen Mitglieder des PGD seit 1924. Diese Einheitspolitik mündete in den Übertritt von Individuen und Gruppen des PGD in den Arbeiter-Samariter-Bund, der zunächst mit Ausschlüssen vieler nichtkonformer Mitglieder reagierte. Dennoch lösten sich 1926 die meisten Kolonnen des PGD durch ihren Beitritt zum ASB auf. In ihm bildeten sie eine interne linke, KPD-nahe Opposition mit eigenen publizistischen Organen.